# Колаку (Димбовіца)
Колаку (рум. Colacu) — село у повіті Димбовіца в Румунії. Адміністративно підпорядковане місту Рекарі.
Село розташоване на відстані 37 км на північний захід від Бухареста, 37 км на південний схід від Тирговіште, 110 км на південь від Брашова.

## Населення
За даними перепису населення 2002 року у селі проживали 1045 осіб, з них 1044 особи (99,9%) румунів. Рідною мовою 1044 особи (99,9%) назвали румунську.